# Groenkeur
Groenkeur, opgericht in 2003, is een kwaliteitskeurmerk voor de sector groenvoorziening. De organisatie achter Groenkeur stelt schema's op voor bedrijfscertificaties gebaseerd op ISO 9001, aangevuld met eisen voor vakbekwaamheid, veiligheid en duurzaam werken. Aanvullend zijn er schema's voor persoonscertificatie opgesteld en een schema voor productcertificatie. Groenkeur is lid van de Vereniging voor Schemabeheerders en laat zichzelf toetsen volgens de NTA 8813. Het keurmerk wordt gevraagd in aanbestedingen

## Historie
De Branchevereniging VHG heeft op verzoek van haar leden een erkenningsregeling hoveniers (SEH) opgesteld. Om de regeling onafhankelijk te kunnen uitvoeren is op 18 september 2003 Stichting Groenkeur opgericht met subsidie van het Productschap Tuinbouw. Groenkeur is gestart met vier beoordelingsrichtlijnen voor vier vakdisciplines. Het certificaat Tuinaanleg & Tuinonderhoud kwam in de plaats voor de erkenningsregeling SEH. De drie certificaten voor de aanbestedingsmarkt waren: Groenvoorzieningen, Boomverzorging en Dak-/gevelbegroening. Op 1 januari 2018 is het certificaat Tuinaanleg & Tuinonderhoud, waar Groenkeur uit is voortgekomen, vervallen door een gebrek aan belangstelling vanuit hoveniers.

## Keurmerk
Groenkeur ontwikkelt en beheert schema's voor bedrijfscertificatie:
- Beoordelingsrichtlijn (BRL) Groenvoorziening
- Beoordelingsrichtlijn (BRL) Boomverzorging
- Beoordelingsrichtlijn (BRL) Dak- en gevelbegroening
- Add on Ecologisch Bermbeheer, Kleurkeur

Onafhankelijke certificatie-instellingen controleren of bedrijven aan de eisen voldoen. De beoordelingsrichtlijnen vallen onder accreditatie en staan op de BR010 lijst van de Raad voor Accreditatie. Groenkeur is ook lid van de Vereniging voor Schemabeheerders en laat zichzelf toetsen volgens de NTA 8813.
Groenkeur ontwikkelt en beheert de volgende schema's voor persoonscertificatie:
- Boomveiligheidscontroleur
- Medewerker Dak/Gevelbegroening
- Veilig werken op Hoogte
- Ecologisch Bermbeheerder (samen met de Vlinderstichting)[9]
- Inspecteur 2767 groen

Groenkeur heeft het beheer voor het schema duurzame boomkwekerijproducten uitbesteed aan Milieukeur. Bedrijven die gecertificeerd zijn volgens het keurmerk On the way to PlanetProof zijn voor vaste planten en boomkwekerijproducten gelijk ook gecertificeerd voor Groenkeur.

## Organisatie
Groenkeur is sinds 1 januari 2023 onderdeel van Stichting Groene Erkenningen. De stichting kent een bestuur met een onafhankelijk voorzitter. Het College van Deskundigen is verantwoordelijk voor het vaststellen van de schema's. Het college wordt geadviseerd door technische commissies, waarin alle belanghebbenden vertegenwoordigd zijn. Deze organen krijgen ondersteuning van bureau Groenkeur, gevestigd in Ede.